# داته شیگه‌زانه
داته شیگه‌زانه ((به ژاپنی: 伊達 成実 Date Shigezane)؛ 1568 – ۱۷ ژوئیهٔ ۱۶۴۶) فرد نظامی اهل ژاپن بود.